# Rainbow Ffolly
Rainbow Ffolly — английская психоделическая рок-группа, выпустившая альбом Sallies Fforth в 1968 году. Их единственный сингл 1968 года «Drive My Car» не смог добиться успеха в чартах, и вскоре после этого группа прекратила своё существование. За свою короткую карьеру они подписали контракт с дочерней компанией EMI Parlophone. Группа вновь объединилась в 2015 году, чтобы записать следующий альбом Rainbow Ffolly — Follow Up!.

## История
Rainbow Ffolly, психоделическая арт-рок-группа, образовалась в Хай-Уикоме, Бакингемшир в 1960-х годах из группы под названием Force Four. Джонатан Данстервилль выбрал новое название, чтобы вызвать в воображении обжигающие глаза цвета, ассоциирующиеся с психоделией, удвоив букву «f» на Ffolly в честь Уолли Ффолкса, джазового кларнетиста и создателя мультсериала «Flook».
Роджер Ньюэлл и Стюарт Осборн были соседями, которые знали друг друга с трехлëтнего возраста. Позже они оба взялись за гитару, но, по словам Роджера: «Мы обнаружили, что было много гитаристов лучше нас, но мало басистов и мало барабанщиков».
Роджер перешёл на бас-гитару, а Стюарт — на барабаны. На занятиях по переплету книг в колледже Джона заинтриговала привычка Стюарта носить палочки в карманах и барабанить по столу, когда ему становилось скучно.
«Этот парень в вечернем классе: „чика, чика, чика, баш, баш, баш!“... должно быть интересный персонаж», — понял Джон. «Он мог играть трели и другие вещи, которые в то время не мог сделать ни один другой барабанщик, так что я подумал: «Это подойдёт»!»
Джон и его брат Ричард происходили из музыкальной семьи, навыки игры на гитаре у Джона появились после того, как в возрасте одиннадцати лет он нашёл гавайскую гитару на чердаке. Братья тренировали свои навыки, копируя Элвиса Пресли и The Everlys. Когда Джон впервые рассматривал кандидатуру Роджера в группу, он отверг его, потому что тот «выглядел всего на тринадцать» и казался карликом из-за своей гитары. Алан Томас впоследствии стал басистом Force Four, но ушëл приблизительно через год, потому что он не соответствовал идеям других участников художественной школы. К этому времени Роджер, которого Джон описывает как «идеального басиста», наконец, прошёл прослушивание.
Роджер вспоминает, что видел, как Джон развлекал группу людей в местном парке, и подумал: «Ух ты! Он играет вещи Скотти Мура!' И что он «выбрал» то, что в не было в моде».
Менеджер группы Джон Спарроухоук прославился тем, что был вокалистом в рекламе сигарет «Light up a Richmond», которую с любовью вспоминают поклонники радио 1960-х годов.
В 1967 году, тщательно отобрав пять самостоятельно написанных номеров для демозаписи, иллюстрирующей универсальность, the Ffolly забронировали время для записи в студии братьев Джексон в Рикмансворте. Им понравилось то, что они услышали, и Джексоны поставили перед группой сложную задачу — в течение двух недель придумать ещё семь треков. Джон, обладавший невероятным талантом писать на заказ, не только поразил их, уложившись в срок, но и превысил требуемое количество песен. «Я не создавал песни», — вспоминает он. «Я вообще не тратил на них времени. Они просто произошли.»
Запись материала заняла несколько месяцев, при этом Ffolly использовали каждый возможный момент студийного «простоя». Творческие соки били ключом, они экспериментировали с созданием новых звуков. Идеи включали в себя оберточную бумагу Джона вокруг струн пианино, а также помещение микрофона Неймана, завернутого в полиэтиленовый пакет, под ковер и «подпрыгивание вверх и вниз, чтобы попытаться получить определённый топающий звук». Для трека Go Girl Джон создал примитивный эффект фазирования, напевая в шланг фена, крутя его вокруг головы под аккомпанемент истерики всех остальных! «У нас были самые разные идеи, некоторые из которых люди реализуют сейчас», — говорит Джон.
Джексоны, сыновья ветерана телеведущего Джека, также посвящали проекту свое свободное время. Возможно, под влиянием инновационных радиопередач своего отца они выбрали концепцию объединения всех тринадцати треков с джинглами и звуковыми эффектами, чтобы сформировать полный «звуковой пакет». Чего они не объяснили группе, это было сделано, чтобы предложить EMI этот пакет в качестве альбома. Новость о том, что их коллекция треков будет выпущена в виде LP на лейбле Parlophone, поразила Ffolly. Стать (по их мнению) первой группой, у которой альбом был выпущен раньше сингла — и в придачу полностью самостоятельно написанный альбом — должно было стать величайшей честью в их жизни. На самом деле это событие вызвало смешанные чувства. Этот альбом никогда не мог представить то, чего хотели Ffolly, — сплоченное звучание.
Если бы группа поняла, что Джексоны имели в виду для своего «звукового пакета», они бы предпочли сделать все в записи по-другому. The Rainbow Ffolly рассматривали свой первый альбом как незавершенную «картину по номерам», а не как завершенный шедевр, к которому они стремились. «Я даже никогда не слышал слова «художественный контроль», — признается Джон. «Мы были зелеными», — соглашается Роджер.
Джон прибыл на воссоединение группы, чтобы обсудить переиздание Sallies Fforth, сжимая в руках семидюймовый ацетатный альбом и свою теперь уже слегка выцветшую обложку для обложки альбома. Деталь для задней части, к сожалению, отсутствует. На пластинке не было никаких опознавательных знаков, кроме слов, написанных на этикетке много лет назад его детьми: «Одна из старых папиных пластинок». Это оказался дубль «Drive My Car». The Ffolly подумали, что было бы забавно выбрать название «Битлз» (от названия британской рок-группы "The Beatles") и написать вокруг него что-то совершенно новое, и впоследствии эта песня была выбрана в качестве первого сингла группы. Чеканные копии этого винила сейчас оцениваются в 30 фунтов стерлингов. Было бы трудно рассуждать о ценности произведения искусства.
На этой первой за много лет встрече не хватало только ритм-гитариста Ричарда, который сейчас добывает золото в Неваде. Несмотря на тридцатилетний разрыв между двумя выпусками альбома, бывшие участники группы по-прежнему неохотно ассоциируют себя с ним. Их имена можно найти в «Кто есть кто в рок-музыке», но они неохотно обсуждают свою музыкальную карьеру после Ffolly. Несмотря на то, что они рады «выйти из-под контроля», чтобы прояснить истинную историю Rainbow Ffolly Sallies Fforth, они чувствуют, что то, что они делают сейчас, не имеет никакого отношения к тому, что они делали тогда.
Получив мало информации о музыкальном содержании своего альбома, the Ffolly были полны решимости создать яркие обложки на рукавах, в некоторой степени отражающие их дикую сценическую игру. «Самое лучшее в Ffolly, — говорит Роджер, — было то, что это было интересно и забавно. Мы были одной из первых театральных групп, и развлечения занимали очень важное место в повестке дня. Мы серьёзно относились к нашей музыке, но нам не терпелось извлечь из себя максимум пользы. Мы были единодушны в этом вопросе».
В ту эпоху колледж Уиком поднимал волну на модном фронте, одной из знаменитых выпускниц которого была Зандра Роудс. Жена Джона, Джейн, очень красивая девушка, была костюмером для вечеринки Ffolly. Под влиянием захватывающей новой сцены моды она создала яркие костюмы, украшенные перьями и светоотражающими блестками.
The Ffolly с гордостью вспоминают свое инновационное сценическое шоу как непревзойденное, несмотря на то, что костюмы, сценический реквизит и ослепительные эффекты были самодельными. Осветительный прибор представлял собой деревянную коробку, покрытую изнутри серебристой бумагой, и «стробоскоп» в виде лампочки мощностью 200 Вт, установленной за вращающимся диском с отверстием, использовался до тех пор, пока он не загорелся. Джон описывает трюк Ffolly как «немного похожий на сержанта Пеппера, но до этого». Перед колонками динамиков были установлены деревянные экраны размером восемь на четыре дюйма. На них были изображены извергающие пламя драконы, раскрашенные в флуоресцентные цвета. Позади ударной установки старая подставка для микрофона поддерживала картонную ковровую трубку, увенчанную гигантским деревянным леденцом на палочке — естественно, Ffolly-pop — с названием группы. Иногда выступление усиливалось чайниками, которые закипали и свистели в нужный момент, побуждая группу остановиться и заварить чай. Ричард и Джон часто раскачивали свои гитары по сцене, как пого-палки. После одного концерта они обнаружили, что the impact аккуратно удалил маленькие квадраты линолеума с нового пола в ратуше!
Для их экстраординарного финала гитаристы бросали свои инструменты, оставляя их воющими. Под аккомпанемент сценического дыма, ультрафиолетового освещения и мигающего стробоскопа Роджер и Джон поднимали легкие раскрашенные экраны высоко, медленно опуская их к зрителям. Когда «драконы» появлялись на острие атаки, Джон Ястреб-Перепелятник отключал связь, оставляя мгновенную темноту, тишину и аудиторию ошеломленных, но хорошо развлекающихся детей.
Хотя и совершенно необоснованное, обычное предположение состояло в том, что такого рода психоделические события не могли быть достигнуты без помощи веществ, расширяющих сознание. Однажды вечером в модном лондонском клубе Flamingo парень спросил Джона: «Чем ты занимаешься, чувак?» Джон дал свой стандартный ответ на этот часто задаваемый вопрос. «Умники», — серьёзно ответил он, услужливо продолжая описывать разноцветные сладости своему увлеченному слушателю, который, как он позже обнаружил, был полицейским с завода.
Идеальный туристический автобус Ffolly был обнаружен в виде старой машины скорой помощи. Выступление группы было неудачным за счет кислотной психоделии, поэтому Роджер и его отец изготовили замысловатый деревянный плакат для крыши автомобиля, который должен был стать фирменным знаком Ffolly. «Заводная» машина скорой помощи с раскрашенными спиралью колпаками, которые создавали иллюзию движения колес назад, была в центре большого внимания. К сожалению, во время первой профессиональной резиденции Ffolly в Playboy Club кто-то сорвал плакат с крыши, оставив дыру. Замена, которую сделали Джон и Ричард, была прикручена так хорошо, что её невозможно было снять. Ffolly f feel тридцатая годовщина альбома Sallies Fforth была бы подходящим временем для фанатов, чтобы признаться во всем и вернуть первоначальный плакат.
Ньюэлл, который позже присоединился к группе Рика Уэйкмана, умер в сентябре 2021 года.

## Дискография
Альбомы:
- 1968 — Sallies Fforth (Parlophone)
- 2016 — Ffollow Up! (Footprints Vinyl Records)

Синглы:
- 1968 — Drive My Car

## Участники
- Джонатан Данстервилль (Jonathan Dunsterville) — гитара, вокал
- Ричард Данстервилль (Richard Dunsterville) — вокал, гитара
- Роджер Ньюэлл (Roger Newell) — бас-гитара, вокал
- Стюарт Осборн (Stewart Osborn) — ударные, вокал